# Sächsischer Hof (Dermbach)

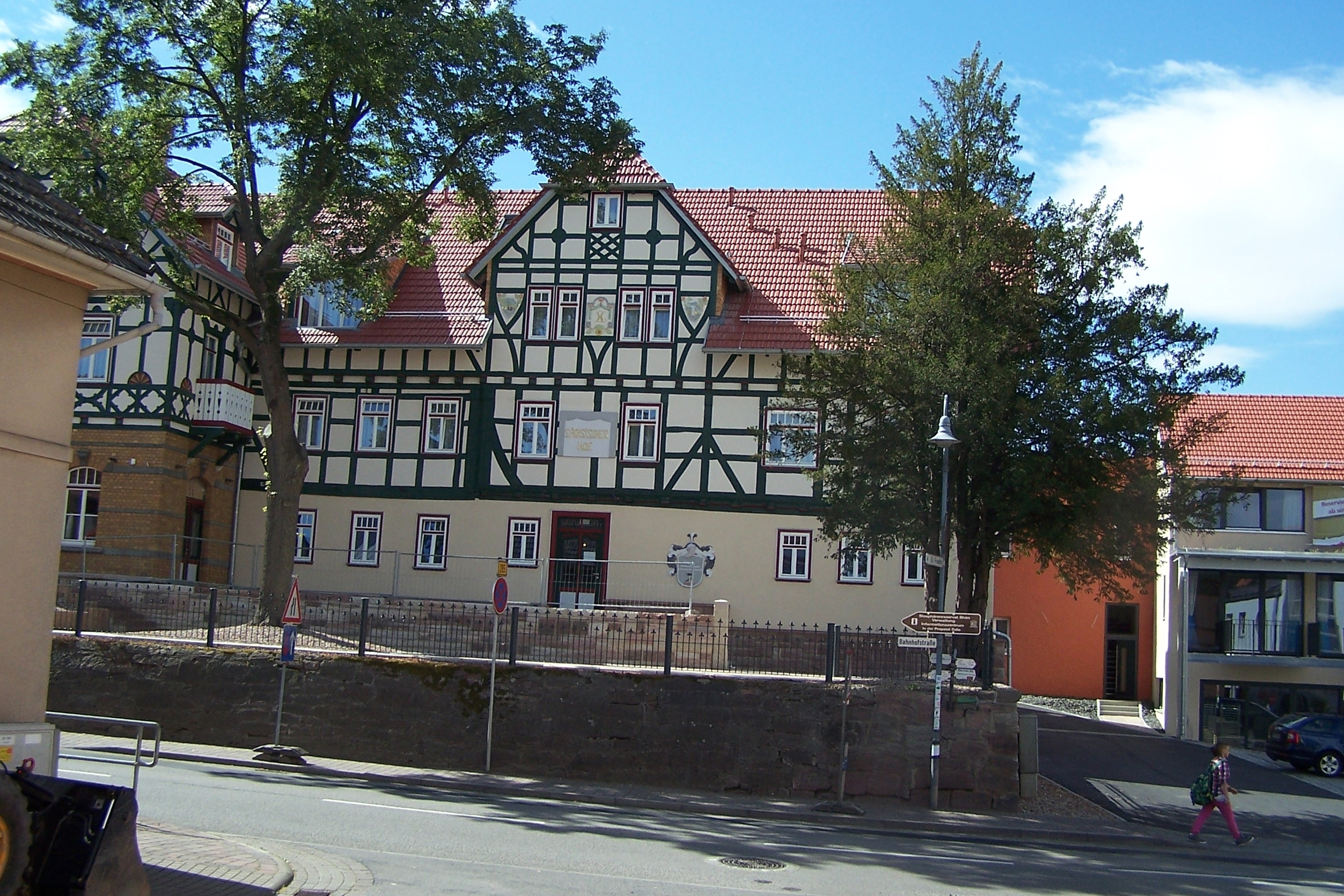
Am Vortag der geplanten Eröffnung

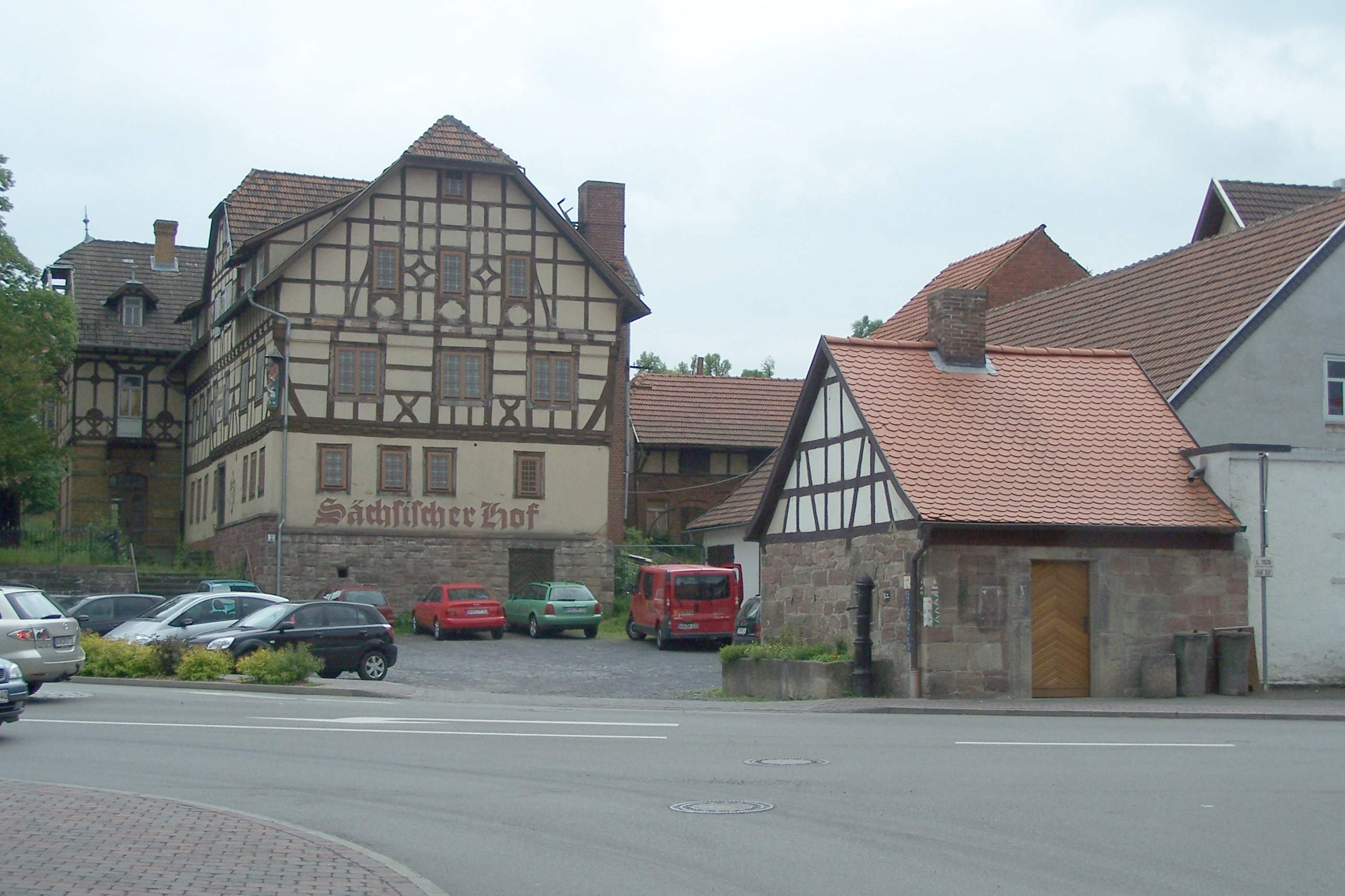
Das Gasthaus vor Beginn der Sanierung (2009) - Ansicht von Norden

Das Gasthaus Sächsischer Hof ist ein Hotel, Gasthaus und Baudenkmal in der Rhöngemeinde Dermbach im Wartburgkreis in Thüringen. Das Gebäude steht an der Ecke Bahnhofstraße und Marktstraße am Südrand der Dermbacher Altstadt.
Das Hauptgebäude des ehemaligen Wirtshauses Sächsischer Hof wurde 1623 als repräsentativer zweigeschossiger Fachwerkbau errichtet. Im Jahr 1708 erhielt der damalige Besitzer vom Landesherrn Fürstabt Adalbert von Schleifras die Schankerlaubnis erteilt.
Das zu den bekanntesten Gasthäusern des Wartburgkreises zählende Haus wurde bereits 1901 umfassend restauriert und erhielt ein erneuertes Fachwerkgeschoss mit schnitzwerkverziertem Gebälk. Der am Eckpfosten angebrachte Hl. Petrus mit Schlüssel ist das Wahrzeichen des Hauses.
Bis zum Beginn des Zweiten Weltkrieges, insbesondere in den 1920er und 30er Jahren, trafen sich hier Freizeit- und Sportangler aus Europa und Übersee, um in der Felda Forellen zu angeln. Prominenter Gast des Gasthauses soll 1931 der Schriftsteller Ernest Hemingway gewesen sein.  Auch zu DDR-Zeiten war der Sächsische Hof noch ein beliebter Ort für Treffen zwischen den Menschen aus der Region und ihren Verwandten und Bekannten aus Westdeutschland.

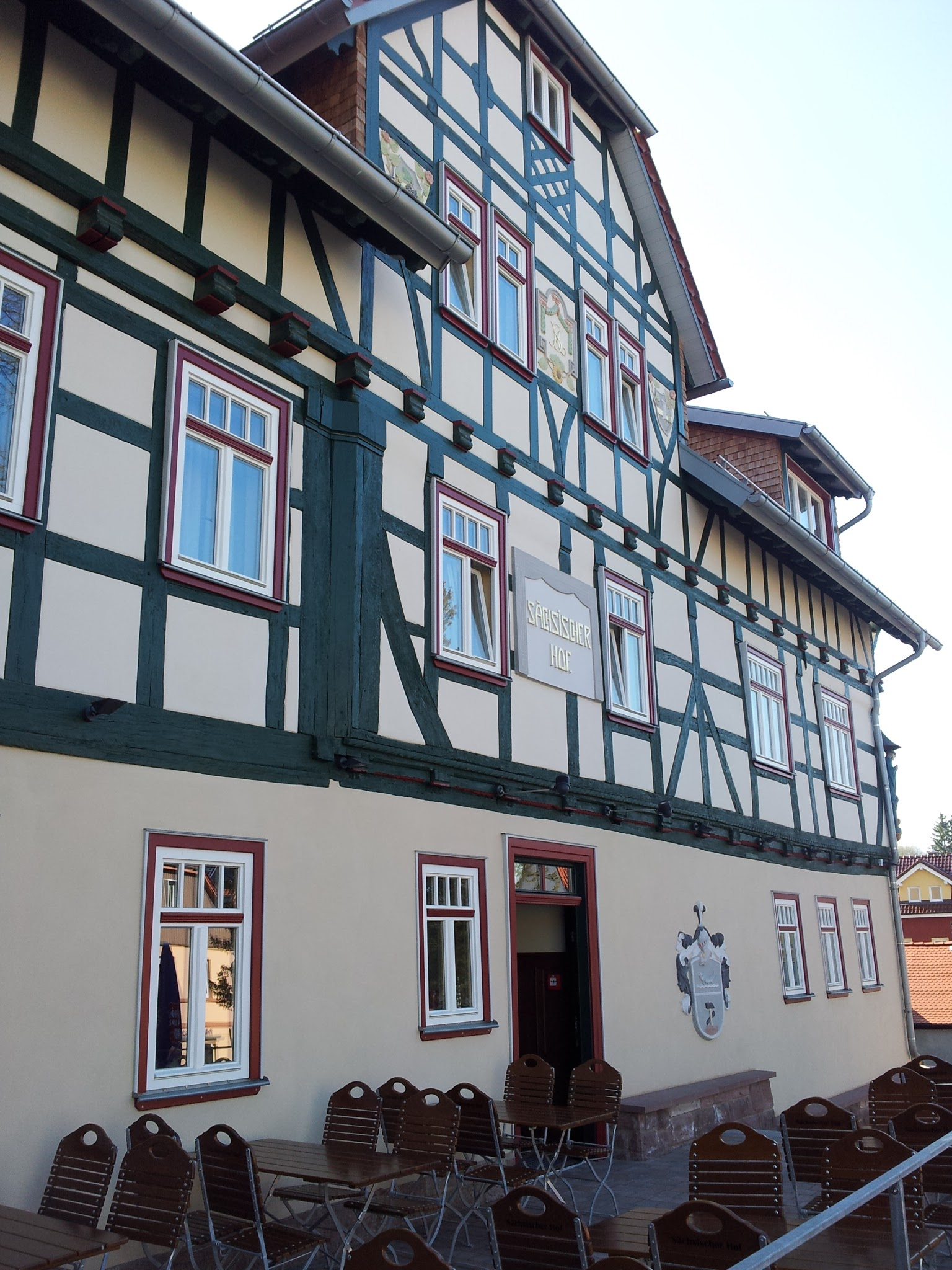
Detail Seitenansicht, April 2013

Der bauliche Zustand des Hauses war bereits in den 1990er Jahren bedenklich, hinzu kam der Rückgang bei den Besucherzahlen und Feriengästen. Das Haus wurde geschlossen und wegen der immensen Sanierungskosten konnte zunächst kein Investor für das Haus gefunden werden, es drohte ein Abriss auf Raten. Der Gemeinde gelang es schließlich durch Öffentlichkeitsarbeit einen geeigneten Käufer für den Gebäudekomplex zu finden. Im Jahr 2009 begann die Generalsanierung des Gebäudekomplexes als Rhönhotel mit einem als  Altenpflegeheim genutzten Seitenflügel. Die Wiedereröffnung des Hotels sollte am 9. September 2012 begangen werden, zuvor hatte der Bauherr einen symbolischen Ehrenpreis des Wartburgkreises für die vorbildliche Denkmalsanierung erhalten. Durch einen Rohrbruch wurde zuletzt noch ein Wasserschaden verursacht, der den Eröffnungstermin um mehrere Monate verzögerte. 

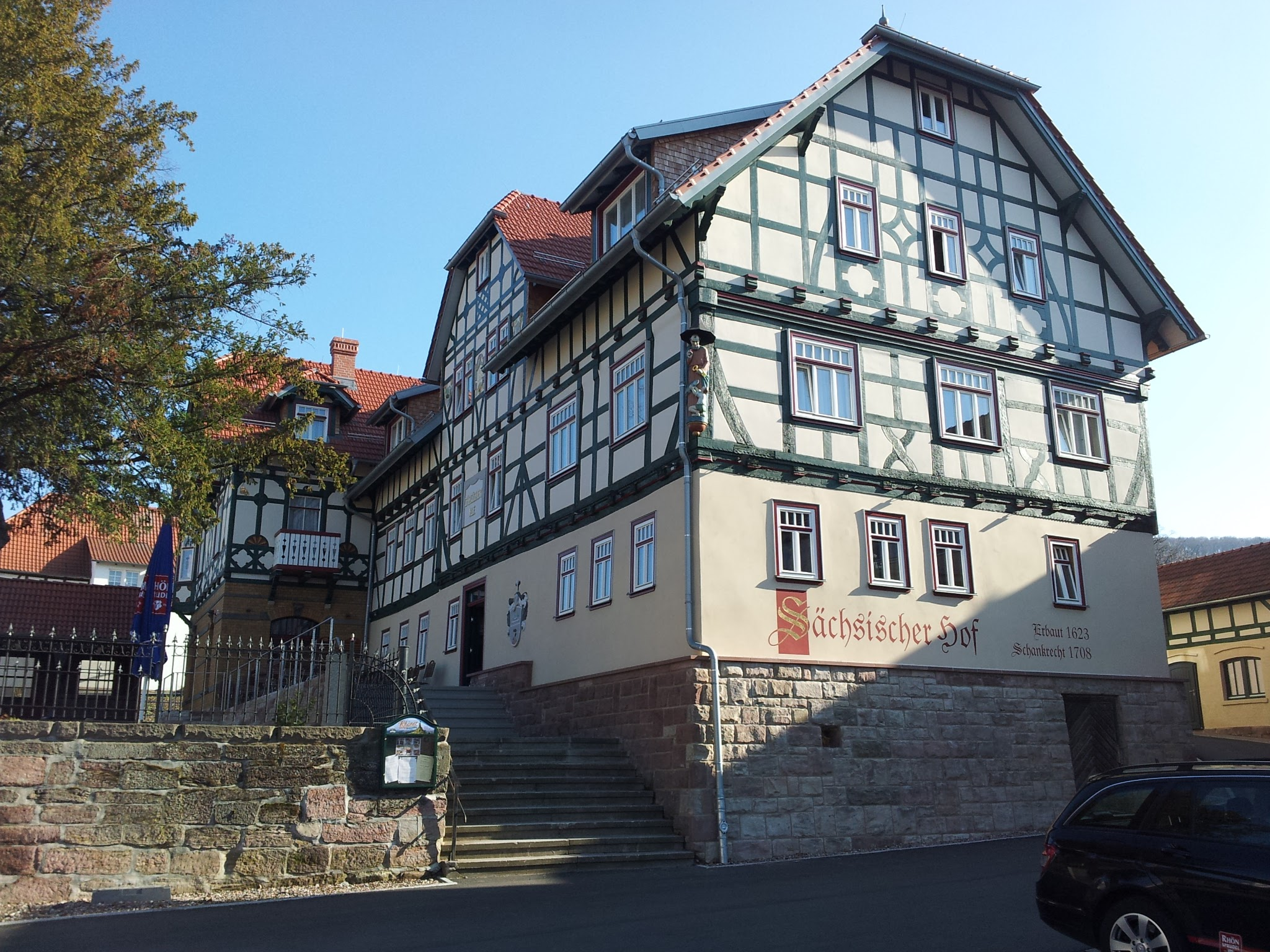
Frontansicht, April 2013

## Weblinks

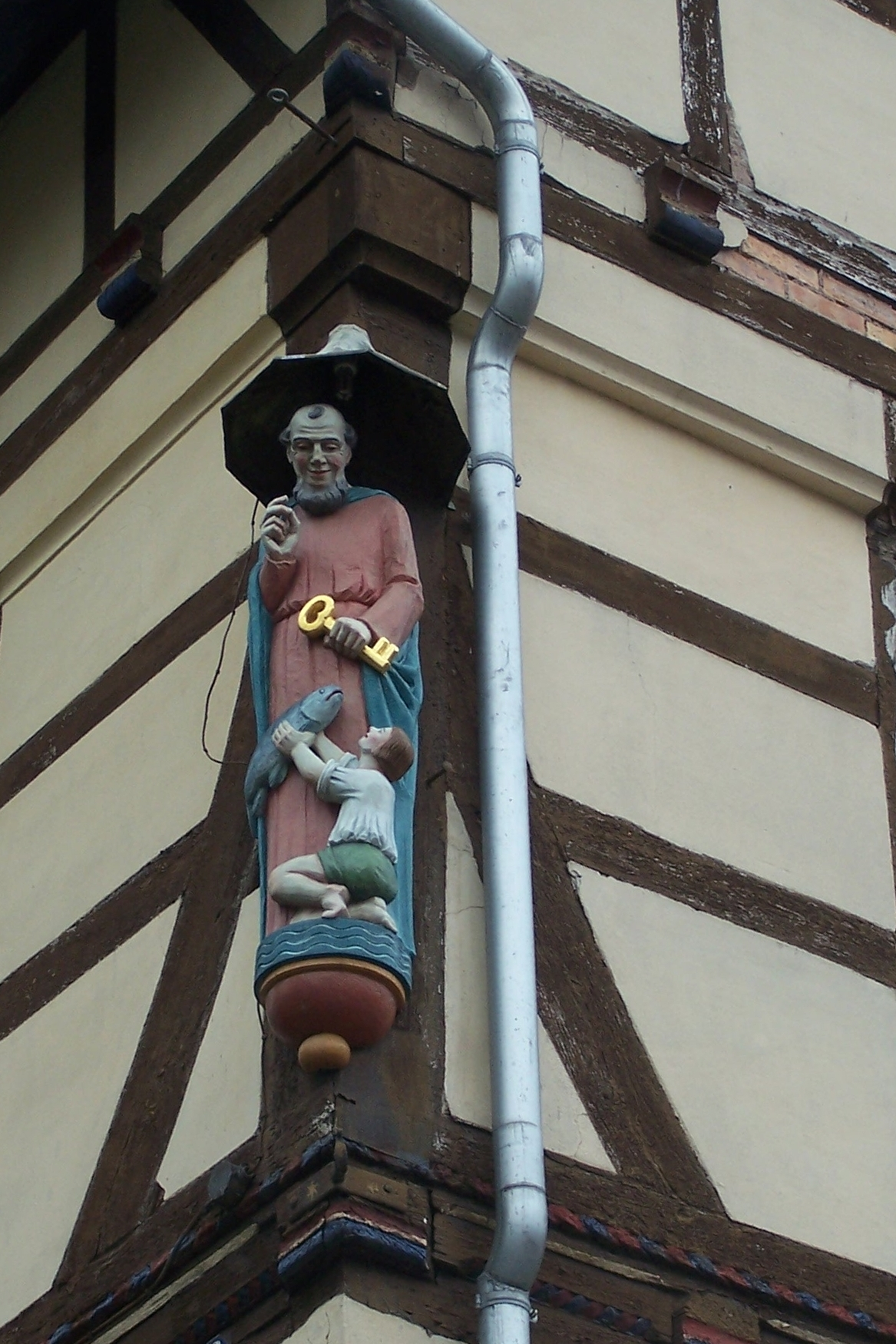
Vom Eckbalken grüßt der Hl. Petrus